# Jugoslaviska mästerskapet i fotboll 1928
Jugoslaviska mästerskapet i fotboll 1928 vanns återigen av Građanski Zagreb.

## Kvalificering
Representanter:
- Belgrad: SK Jugoslavija (direktkvalificerade) och BSK Belgrade
- Zagreb: Građanski Zagreb (direktkvalificerade) och HAŠK
- Split: Hajduk Split (direktkvalificerade)
- Ljubljana: Primorje Ljubljana
- Osijek: Građanski Osijek
- Sarajevo: SAŠK
- Subotica: SAND Subotica

Kvalificeringsomgång:
- BSK – Građanski Osijek 6:1 , 6:1
- HAŠK – SAND 6:1 , 4:2
- Primorje – SAŠK 4:3 , 2:3 , skiljematch: 2:3

Kvalmatcherna spelades både hemma och borta, första matchen den 10 juni 1928 och den andra matchen den 17 juni. Skiljematchen mellan Primorje och SAŠK spelades 18 juni 1928 i Sarajevo.

## Tabell
| Placering | Klubb          | Spelade matcher | Vinster | Oavgjorda | Förluster | Gjorda mål | Insläppta mål | Målskillnad | Poäng | Kvalificering |
| --------- | -------------- | --------------- | ------- | --------- | --------- | ---------- | ------------- | ----------- | ----- | ------------- |
| 1         | Građanski      | 5               | 4       | 1         | 0         | 12         | 3             | +9          | 9     | Mitropacupen  |
| 2         | Hajduk Split   | 5               | 2       | 2         | 1         | 13         | 7             | +6          | 6     |               |
| 3         | BSK            | 5               | 3       | 0         | 2         | 12         | 15            | -3          | 6     | Mitropacupen  |
| 4         | SAŠK           | 5               | 2       | 1         | 2         | 10         | 7             | +3          | 5     |               |
| 5         | HAŠK           | 5               | 1       | 0         | 4         | 10         | 16            | -6          | 2     |               |
| 6         | SK Jugoslavija | 5               | 0       | 2         | 3         | 5          | 14            | -9          | 2     |               |

1 - Det är oklart om Hajduk Split slutade före, då BSK vann fler matcher än Hajduk, men båda lag fick samma poäng. Ett argument är att målskillnaden avgjorde, målskillnad skulle dock bara användas då två lag fått lika många vinster, oavgjorda och förluster.
2 - Politika rapporterade att i andra omgången stängdes SAŠK av för att ha lämnat planen i åttonde minuten av andra halvlek under matchen mot BSK. Därför stängdes de av i tre månader, men tilläts spela sina tre sista matcher då de inte kunde påverka kampen om titeln.

### Mästarna
HŠK Građanski (tränare: Imre Pozsonyi)

Maksimilijan Mihalčić
Gmajnički
Franjo Mantler
Rudolf Hitrec
Pikić
Mihaljević
Miho Remec
Nikola Babić
Dragutin Babić
Emil Perška
Slavin Cindrić
Franjo Giller

### Fotnoter
1. ↑  Milorad Sijić: "Fudbal u Kraljevini Jugoslaviji", pags. 57-58